# Hazaradschat

Hazaristan (Hazarajat)

Hazaradschat (persisch هزارجات, DMG Hazāraǧāt, Pluralform von Hazāra) oder Hazaristan (persisch هزارستان, DMG Hazāristān) ist eine Bergregion im zentralen Hochland Afghanistans zwischen den Koh-i-Baba-Bergen an den westlichen Enden des Hindukusch. Es ist die Heimat der Hazara, eines persischsprachigen Volkes, das den größten Teil der Bevölkerung ausmacht. Hazaradschat (international auch Hazarajat) bezeichnet eher eine ethnische und religiöse als eine geografische Zone. Die Region Hazaradschat umfasst hauptsächlich die Provinzen Bamiyan, Daikondi, Ghor und große Teile von Ghazni, Urusgan, Parwan und Maidan Wardak. Die bevölkerungsreichsten Städte in Hazaradschat sind Bamyan, Yakawlang, Nili, Lal wa Sardschangal und Ghazni.

## Etymologie
Die Hazāra und die umliegenden Völker verwenden die Namen Hazāradschāt oder Hazāristān für das traditionelle Siedlungsgebiet der Hazāra. Hazāradschāt ist eine Verbindung aus persisch hazāra (von persisch هزار, ‚tausend‘) mit dem ursprünglich arabischen Feminin-Plural-Suffix -āt. Dies entspricht auch der Pluralform weiterer Wörter persischer Herkunft, wie ghalledschāt (غلجات, DMG ġalleǧāt, ‚Getreide‘; Singular غله, DMG ġalle), sabzidschāt (سبزيجات, DMG sabzīǧāṭ, ‚Grünzeug‘; Singular سبزى, DMG sabzī, von mittelpersisch sabzīg) oder neweschtedschāt (نوشتجات, DMG newešteǧāṭ/niwištaǧāt, ‚Schriftstücke‘; Singular نوشته, DMG newešte/niwišta, von mittelpersisch nibištag). Als Hazāra (هزاره, ‚Tausendschaft‘) bezeichneten die Perser ursprünglich eine der Armeen Dschingis Khans.

## Topografie

Das Gebiet der Hazara (dunkelgrün) entspricht Hazaristan

Der Nordwesten von Hazaradschat umfasst den Bezirk Ghor, der seit langem für seine Bergfestungen bekannt ist. Der Geograph al-Istachrī aus dem 10. Jahrhundert schrieb, das bergige Ghor sei „die einzige Region, die auf allen Seiten von islamischen Gebieten umgeben und dennoch von Ungläubigen bewohnt ist“. Der lange Widerstand der Einwohner von Ghor gegen die Annahme des Islam ist ein Hinweis auf die Unzugänglichkeit der Region. Laut einigen Reisenden ist die gesamte Region vergleichbar mit einer Festung im oberen zentralasiatischen Hochland: Von jedem Ansatz aus müssen hohe und steile Berge durchquert werden, um dorthin zu gelangen. Die Sprache der Einwohner von Ghor unterschied sich so sehr von der der Menschen in den Ebenen, dass die Kommunikation zwischen den beiden Dolmetschern erforderlich war.
Im nordöstlichen Teil des Hazaradschat befinden sich das antike Bamyan, ein Zentrum des Buddhismus und eine wichtige Karawanserei an der Seidenstraße. Die Stadt liegt auf einer Höhe von 2500 m und ist im Norden vom Hindukusch und im Süden von Koh-i Baba umgeben. Der Hazaradschat wurde als Teil der größeren geografischen Region Chorasan (Kuschan) angesehen, deren Grenzen die Region zwischen dem Kaspischen Meer und dem Amudarja umfassten und somit einen Großteil des heutigen Nordirans und Afghanistans einbezogen.
Allerdings gibt es in Hazaristan diverse Bezeichnungen, die mit hazār als Wortteil verbunden sind: Hazār-Tscheschmah oder Hazār-Tscheschmeh (persisch هزارچشمه, DMG hazār-češma/hazār-češme, ‚Tausend Quellen‘), Hazarbagh (هزار باغ, DMG hazār bāġ, ‚tausend Gärten‘), Hazarbuz (هزار بز, DMG hazār buz, ‚tausend Ziegen‘), Hazarburdsch (هزار برج, DMG hazār burǧ, ‚tausend Türme‘), Hazardastan (هزار داستان, DMG hazār dāstān, ‚tausend Erzählungen‘) usw.
Hazaradschat ist bergig, und eine Reihe von Gebirgspässen erstreckt sich entlang seines östlichen Randes. Einer von ihnen, der Unai-Pass, ist sechs Monate im Jahr durch Schnee unpassierbar. Ein anderer, der weniger hohe Shibar-Pass, ist nur zwei Monate im Jahr durch Schnee nicht passierbar. Bamyan ist der kältere Teil der Region mit teils strengen Wintern.
In Hazaradschat liegen die Quellen der Flüsse Arghandāb, Murghab, Balch, Kabul (Fluss), Hilmend und Hari Rud. In den Frühlings- und Sommermonaten erstrecken sich einige der grünsten Weiden in Afghanistan. In Bamyan gibt es natürliche Seen, grüne Täler und Höhlen.

## Geschichte
Der Name „Hazaradschat“ taucht erstmals in dem Buch Baburnama aus dem 16. Jahrhundert auf, das von Mogulkaiser Babur (gestorben 1530) geschrieben wurde. Als der berühmte Geograph Ibn Battuta 1333 in Chorasan ankam, reiste er durch das Land, zeichnete jedoch keinen Ort mit dem Namen Hazaradschat oder eines Hazara-Volkes auf. Es wurde auch von früheren Geographen, Historikern, Abenteurern oder Invasoren nicht erwähnt.